# Гуґо Говенкамп
Гуґо Говенкамп (нід. Hugo Hovenkamp, нар. 5 жовтня 1950, Гронінген) — нідерландський футболіст, захисник.
Насамперед відомий виступами за клуби «Гронінген» та АЗ, а також за національну збірну Нідерландів.
Чемпіон Нідерландів. 

## Клубна кар'єра
У дорослому футболі дебютував у 1968 році виступами за команду клубу «Гронінген», в якій провів сім сезонів, взявши участь у 157 матчах чемпіонату. Більшість часу, проведеного у складі «Гронінгена», був гравцем захисту основного складу команди.
Своєю грою за цю команду привернув увагу представників тренерського штабу клубу АЗ, до складу якого приєднався у 1975 році. Відіграв за команду з Алкмара наступні вісім сезонів своєї ігрової кар'єри. Граючи у складі «АЗ» також здебільшого виходив на поле в основному складі команди.
Завершив професійну ігрову кар'єру у нижчоліговому клубі «Ваккер» (Інсбрук), за команду якого виступав протягом 1983—1984 років.

## Виступи за збірну
У 1977 році дебютував в офіційних матчах у складі національної збірної Нідерландів. Протягом кар'єри у національній команді, яка тривала 7 років, провів у формі головної команди країни 31 матч, забивши 2 голи.
У складі збірної був учасником чемпіонату світу 1978 року в Аргентині, де разом з командою здобув «срібло», чемпіонату Європи 1980 року в Італії.

## Титули і досягнення
- Чемпіон Нідерландів (1):

«АЗ»:  1980–81
- Віце-чемпіон світу: 1978